# Kaszubskie przekłady Biblii

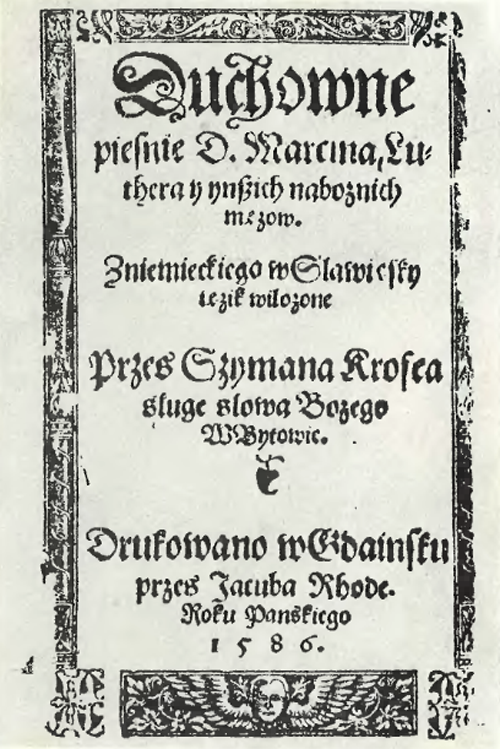
Duchowne piesnie Dra Marcina Luthera i inszich naboznich męzow Szymona Krofeya z 1586 roku

Kaszubskie przekłady Biblii – przekłady tekstów biblijnych na język kaszubski, dokonane zarówno z języków oryginalnych, jak i w oparciu o przekłady polskie. Tradycja kaszubskich przekładów Biblii sięga XVI wieku.
Najstarsze, fragmentaryczne, tłumaczenia tekstów biblijnych w języku kaszubskim powstały w okresie reformacji na potrzeby Kaszubów wyznania ewangelickiego. Zawierają je Duchowne piesnie Dra Marcina Luthera i inszich naboznich męzow Szymona Krofeya z 1586 roku, Mały Catechism Niemiecko Wándalski abo Slowięski Pontanusa z 1643 roku oraz Perykopy smołdzińskie z przełomu XVII i XVIII wieku. Nie były to jednak tłumaczenia sensu stricto, ale teksty polskie z licznymi kaszubizmami leksykalnymi i gramatycznymi.
Współczesne próby przekładów Biblii na język kaszubski podjęli jako pierwsi Alojzy Nagel (Przypowieść o siewcy opublikowana przez F. Neureitera w Kaschubische Anthologie, München 1973) oraz Franciszek Grucza (przekład czterech Ewangelii z łaciny Kaszëbskô Biblëjô. Nowi Testament. IV Ewanjelje. Z łacëznë przełożëł na kaszëbsczi jãzëk ks. Franciszek Grucza, Poznań 1992). Eugeniusz Gołąbek na podstawie Biblii Tysiąclecia dokonał tłumaczenia całego Nowego Testamentu (Swięté Pismiona Nowégo Testameńtu. Na podstawie Biblii Tysiąclecia skaszëbił Eugeniusz Gołąbk, Gdańsk-Pelplin 1993), Księgi Psalmów (Knéga Psalmów, Gdańsk 1999) oraz fragmentów perykop lekcyjnych w lekcjonarzu To je Słowò Bòżé (Gdańsk 2007).
Pierwszych przekładów bezpośrednio z języków oryginalnych dokonał Ryszard Sikora. Z języka greckiego przełożył cztery kolejne ewangelie (Ewanielëjô wedle swiãtégò Marka 2001, Ewanielëjô wedle swiãtégò Jana 2007, Ewanieliô wedle swiãtégò Mateùsza 2009, Ewanieliô wedle swiãtégò Łukôsza 2010; wydanie zbiorcze Nowi Testament. Ewanielie pò kaszëbskù 2010 i 2014), z języka hebrajskiego natomiast Księgę Rodzaju (Knéga Zôczątków, 2015), Księgę Wyjścia (Knéga Wińdzeniô, 2016), Księgę Kapłańską (Knéga Kapłańskô, 2017), Księgę Liczb (Knéga Lëczbów, 2018) i Księgę Powtórzonego Prawa (Knéga Pòwtórzonégò Prawa, 2019).